# 용흥 (남조국)
용흥(龍興, 810년 ~ 816년 2월)은 남조(南詔) 유왕(幽王) 권룡성(勸龍晟)의 연호이다.

## 연대 대조표
| 건륭       | 원년       | 2년        | 3년        | 4년        | 5년        | 6년        | 7년        |
| 서기(西紀) | 810년      | 811년      | 812년      | 813년      | 814년      | 815년      | 816년      |
| 간지(干支) | 경인(庚寅) | 신묘(辛卯) | 임진(壬辰) | 계사(癸巳) | 갑오(甲午) | 을미(乙未) | 병신(丙申) |

## 동시대 연호
| 이전 연호 응도(應道) | 중국의 연호 남조(南詔) | 다음 연호 전의(全義) |